# Marinas de Mangalia

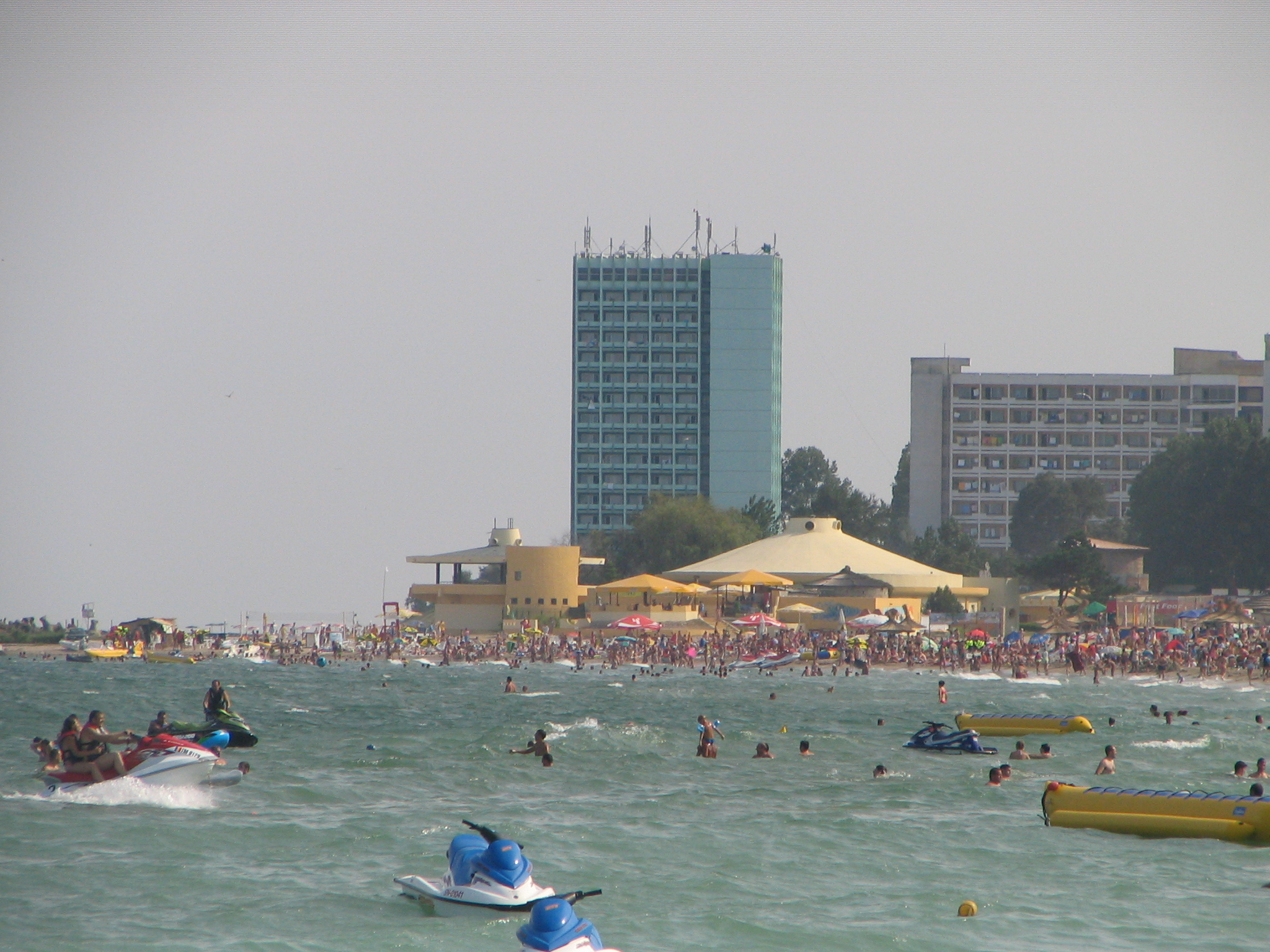
La marina de „Neptun”, à Mangalia.

Les marinas de Mangalia sont les six stations balnéaires de Neptun, Jupiter, Olimp, Saturn, Aurora et Venus, formant autant de quartiers de Mangalia, ville de Roumanie, dans la région historique de Dobrogée, sur la Mer Noire. Elles comportent de petits débarcadères justifiant la dénomination de « marinas », mais en fait les liaisons par vedettes maritimes reliant Constanza à Mangalia-centre ont cessé depuis des décennies. La liaison se fait désormais par la route.

## Histoire
Elles ont été construites sous la dictature communiste, entre 1960 et 1968, par l'architecte Cezar Lăzărescu, à la place de la forêt et des limans de Comorova.
Elles sont devenues assez connues en Occident en raison de l'offre de vacances bon marché qu'elles représentaient dans les décennies 1970 à 1990, non seulement pour les comités d'entreprise des grandes sociétés occidentales (notamment publiques), mais aussi pour le tourisme de masse et le tourisme balnéaire (cures de la gériatre Ana Aslan, promotrice du „Gérovital”). La plus réputée, parce qu'elle avait de l'eau courante en permanence y compris chaude, et parce que ses restaurants pouvaient servir la plupart des plats figurant sur leurs cartes et menus, était Olimp, qui accueillait les hôtes venus des pays de l'Ouest. Mais ces stations accueillaient aussi, sur „billet de vacances à la mer”, les „camarades les plus méritants” (selon la terminologie de l'époque) des nomenklaturas roumaine, est-allemande, polonaise, tchécoslovaque ou hongroise. Pour certaines familles allemandes séparées par le mur de Berlin ou le rideau de fer, ces marinas pouvaient être un lieu de retrouvailles. La Securitate y était d'ailleurs très présente, d'autant que des dirigeants comme Nicolae Ceaușescu et Georges Marchais y passèrent ensemble des vacances en famille. S'il restait de la place, et dans les stations les plus modestes (comme Aurora), les citoyens ordinaires roumains pouvaient aussi y accéder, surtout en mai à mi-juin ou mi-septembre à octobre (en dehors de la haute-saison), et cet accès était considéré comme un privilège.
Après la Libération de 1989, les stations, faute de financements et d'entretien, se sont dégradées, puis, à partir de 1997, ont été privatisées et les acheteurs en ont progressivement rénové les installations, sans que la rénovation soit totale.